# 马仲文
马仲文（1920年12月22日—），浙江湖州人，生于上海。中华人民共和国政治人物。

## 生平
沪江大学商学院肄业。1949年至1955年担任上海仲文贸易行经理。1956年至1980年，任中国进出口公司上海分公司副经理，上海五金矿产进出口公司副经理。1980年后，任上海国际贸易研究室副主任，上海对外贸易公司高级顾问，上海外贸总公司咨询服务公司经理。是第七届全国政协委员，上海市政协常委。